# Pugilina dirki
Pugilina dirki is een slakkensoort uit de familie van de Melongenidae. De wetenschappelijke naam van de soort is voor het eerst geldig gepubliceerd in 2007 door Nolf.